# Epichrysomallidae
Epichrysomallidae (лат.) — семейство паразитических наездников из надсемейства Chalcidoidea (или подсемейство Epichrysomallinae в Pteromalidae) отряда перепончатокрылые насекомые.

## Описание
Антенны с 10—12 члениками жгутиками, включая мелкий 4-й клавомер. Глаза не расходятся вентрально. Лабрум скрыт за наличником, гибкий. Мандибулы с 3 зубцами. Субфораминальный мост с постгенальным мостиком, отделяющим вторичные задние тенториальные ямки от гипостомы. Нотаули полные. Мезоскутеллум с френумом, обозначенной латерально, без аксиллярной борозды. Мезоплевральная область без расширенного акроплеврона; мезэпимерон выступает над передним краем метаплеврона. Все ноги с 5 тарзомерами у большинства, кроме лапок с 4 сегментами у Odontofroggatia Ishii и Josephiella Narendran; шпора передних голеней короткая и изогнутая; базитарсальный гребень продольный. Метасома с синтергумом, без эпипигиума.
Эти виды обитают внутри плодовых образований (сиконии) инжира, но не опыляют инжир. Таким образом, они становятся паразитами на инжире и зависят от других инжирных ос (Agaonidae), которые заботятся об опылении. Группа широко распространена во всех частях света.

## Систематика
Около 20 родов. Группа впервые была выделена в 1967 году как подсемейство Epichrysomallinae в составе подсемейства Torymidae со следующим диагнозом: торимиды с бескрылыми и крылатыми самцами; не расширенная аксилла; увеличенные задние тазики; очень редуцированная постмаргинальная жилка, маленький стигмальный бугорок; килеватый затылок; каудальный край второго сегмента брюшка выемчатый у мезона. В 2022 году в ходе реклассификации птеромалид это крупнейшее семейство хальцидоидных наездников было разделено на 24 семейства и Epichrysomallinae выделены в отдельное семейство Epichrysomallidae.
- Acophila Ishii, 1934 — 2 вида
- Asycobia Bouček, 1988 — 1 вид
- Camarothorax Mayr, 1906 — 10 видов
- Epichrysomalla Girault, 1915 — 2 вида
- Eufroggattisca Ghesquière, 1946[4] — 2 вида
  - Eufroggattisca okinavensis (Ishii, 1934)[5].
    - =Eufroggattia okinavensis Ishii, 1934[6])

  - Eufroggattisca polita (Ashmead, 1904)
    - =Froggattia polita Ashmead, 1904[7])
- Herodotia Girault, 1931 — 2 вида
- Josephiella Narendran, 1994 — 2 вида[8][9]
  - Josephiella malabarensis Narendran, 1994
  - Josephiella microcarpae Beardsley & Rasplus, 2001
- Lachaisea Rasplus, 2003 — 7 видов[10][11]
- Leeuweniella Ferrière, 1929
  - Leeuweniella ficophila Ferrière, 1929
- Meselatus Girault, 1922 — 4 вида
- Neosycophila Grandi, 1923 — 5 видов
- Odontofroggatia Ishii, 1934 — 4 вида[12][13]
- Parasycobia Abdurahiman & Joseph, 1967[14]
- Sycobia Walker, 1871 — 2 вида
- Sycobiomorphella Abdurahiman & Joseph, 1967
- Sycomacophila Rasplus, 2003[15]
- Sycophilodes Joseph, 1961[16].
- Sycophilomorpha Joseph & Abdurahiman, 1969
- Sycotetra Bouček, 1981 — 1 вид